# Адрастеја (сателит)
Адрастеја је други од Јупитерових познатих сателита. Адрастеја, по римској митологији, је била испоручитељ награда и казни, али и кћерка Јупитера и Ананке. Овај сателит открио је студент Дејвид Џуит 1979. године. Адрастеја и Метис се налазе у Јупитеровом главном прстену. Адрастеја је један од најмањих сателита у сунчевом систему. Пречник му је 20 километара а удаљеност од Јупитера 129.000 километара.